# 千葉喬三
千葉 喬三（ちば きょうぞう、1939年11月22日 - ）は、日本の農学者、教育者、農学博士。岡山大学教授、理事・副学長、同大学第12代学長、学校法人就実学園理事長などを歴任した。岡山大学名誉教授。ベトナム国立フエ大学名誉教授。

## 概要
専攻は農学（特に森林科学、環境農学）。
- 京都市生まれ[1]。
- 1969年 - 京都大学大学院農学研究科博士課程 単位修得退学、高知大学農学部助手
- 1971年 - 高知大学農学部講師
- 1974年 - 同 助教授、岡山大学農学部助教授
- 1986年 - 岡山大学農学部教授
- 1994年 - 同 農学部長
- 2000年 - 同 大学院自然科学研究科教授
- 2001年 - 同 副学長
- 2004年 - 同 理事・副学長
- 2005年 - 同 学長（第12代）
- 2010年 - 同 学長退任
- 2011年 - 同 名誉教授、学校法人就実学園理事長、学校法人追手門学院理事
- 2012年 - 就実大学特任教授、ベトナム国立フエ大学名誉教授
- 2015年 - 株式会社ウエスコ社外取締役
- 2016年
  - 学校法人就実学園理事長 退任
  - 学校法人加計学園相談役[2][3]
- 2018年 - 中国学園大学・中国短期大学学長[1]

## 活動
- 受賞
  - 2002年 環境庁地域環境功労賞
  - 2008年 2007年度土木学会デザイン賞最優秀賞
  - 2009年 21世紀発明貢献賞（社団法人発明協会）
  - 2010年 山陽新聞賞（教育功労）
  - 2011年 平成22年度岡山県文化賞（教育）
  - 2012年 第26回福武哲彦教育賞、第45回岡山県三木記念賞[3]
  - 2018年 瑞宝中綬章[4]